# Marathoússa
Marathoússa (Marathoussa) är en ort i Grekland.   Den ligger i prefekturen Chalkidike och regionen Mellersta Makedonien, i den nordöstra delen av landet, 290 km norr om huvudstaden Aten. Marathoússa ligger 175 meter över havet och antalet invånare är 364.
Terrängen runt Marathoússa är kuperad söderut, men norrut är den platt.Runt Marathoússa är det glesbefolkat, med 19 invånare per kvadratkilometer. Närmaste större samhälle är Néa Apollonía, 7,8 km norr om Marathoússa. 